# Internationaux de Strasbourg 1999
Internationaux de Strasbourg 1999 — жіночий тенісний турнір, що проходив на відкритих кортах з ґрунтовим покриттям у Страсбургу (Франція). Належав до турнірів 3-ї категорії в рамках Туру WTA 1999. Відбувсь утринадцяте і тривав з 17 до 23 травня 1999 року. Несіяна Дженніфер Капріаті здобула титул в одиночному розряді й отримала 27,5 тис. доларів США.

## Учасниці

### Сіяні учасниці
| Країна   | Гравчиня        | Рейтинг | Сіяна |
| -------- | --------------- | ------- | ----- |
| Франція  | Наталі Тозья    | 9       | 1     |
| Росія    | Олена Лиховцева | 21      | 2     |
| Японія   | Ай Суґіяма      | 31      | 3     |
| Франція  | Наталі Деші     | 29      | 4     |
| США      | Коріна Мораріу  | 35      | 5     |
| Зімбабве | Кара Блек       | 32      | 6     |
| США      | Ліза Реймонд    | 37      | 7     |
| Франція  | Анн-Гель Сідо   | 44      | 8     |

### Інші учасниці
Нижче наведено учасниць, які отримали вайлдкард на участь в основній сітці:
- Лоранс Андретто
- Стефані Форец

Нижче наведено учасниць, що отримали вайлдкард на участь в основній сітці в парному розряді:
- Магдалена Малеєва /  Міріам Ореманс

Нижче наведено учасниць, що пробились в основну сітку через стадію кваліфікації в одиночному розряді:
- Адріана Герші
- Деніса Хладкова
- Джанет Лі
- Любомира Бачева

Такі тенісистки потрапили в основну сітку як Щасливі лузери:
- Джолен Ватанабе

Нижче наведено учасниць, що пробились в основну сітку через стадію кваліфікації в парному розряді:
- Йоаннетта Крюгер /  Лі Фан

## Фінальна частина

### Одиночний розряд
Дженніфер Капріаті —  Олена Лиховцева, 6–1, 6–3
- Для Капріаті це був 7-й титул у кар'єрі та її перший від 1993 року.

### Парний розряд
Олена Лиховцева /  Ай Суґіяма —  Александра Фусаї /  Наталі Тозья, 2–6, 7–6(8–6), 6–1